# Night Head Genesis
Night Head Genesis (ナイトヘッドジェネシス?) es una serie de anime creado por Jōji Iida y producida por el estudio Bee Media. Está basado en un drama japonés de televisión homónima, emitida en 1992. El anime comenzó a emitirse en el canal de televisión Animax de Japón, el 27 de julio de 2006. Una adaptación al manga escrito por Yū Higuri, se lanzó en ese mismo año por la editorial Kōdansha.
La serie fue licenciada para un lanzamiento en América del Norte el 14 de febrero de 2008 por Media Blasters, y se estrenó en el canal de televisión Toku de los Estados Unidos en enero del 2016. En 2021, se estrenó una nueva versión del anime titulada Night Head 2041, distribuida en su canal Crunchyroll.

## Argumento
Se dice que el 70% de la capacidad del cerebro humano no se utiliza. Si el ser humano posee un poder increíble, se cree firmemente que está inactivo en esta región. Esta capacidad cerebral no utilizada del 70% se conoce como "Night Head". Por tener habilidades paranormales, dos jóvenes hermanos (Naoto y Naoya) son entregados en custodia a un centro de investigación y llevados a un laboratorio, donde son sometidos a experimentos con la intención de conocer, aumentar y enseñarles a controlar sus poderes. Ellos escapan 15 años después, y pronto se dan cuenta de que pueden interpretar un papel fundamental importante en la llegada de "La Agitación".

## Personajes

### Hermanos Kirihara
Naoto Kirihara (桐原直人 Kirihara Naoto?)
Seiyū: Toshiyuki Morikawa; Akeno Watanabe (joven)
Es el hermano mayor de Naoya y un poderoso psíquico cuando se enfurece puede doblar, romper o destruir objetos con solo desearlo. También posee la habilidad de comunicarse telepáticamente con su hermano. Naoto es sobreprotector con Naoya. Es el más maduro de los dos y tiene un fuerte temperamento. Naoto le teme a sus habilidades destructivas. más tarde desarrolla más su habiladad psíquica y puede matar si el lo desea o solo herir a su enemigo, su habilidad le permite teletransportarse.
Naoya Kirihara (桐原 ナオヤ Kirihara Naoya?)
Seiyū: Akira Ishida; Yuki Masuda (joven)
Es el hermano menor de Naoto y es clarividente, telépata y tiene el poder de sanar. Las habilidades de Naoya son una fuente de gran sufrimiento para él. El contacto con personas o cosas pueden traerle traumáticas visiones sobre aquello que está tocando. Naoya a veces queda en un estado de catatonia por la intensidad de algunas visiones. La única persona que no tiene ese efecto sobre Naoya es su hermano mayor. Naoya siempre se mantiene detrás de su hermano para no tener contacto con los demás, pero cuando va tomando control de su habilidad se da cuenta de que puede evitar el shock si está preparado para el. Su hermano tiene la capacidad de parar el dolor que Naoya siente con sus poderes.

### Ark Corporation
En el exterior, son una red de empresas de TI y en conjunto con esto, tienen muchas conexiones con políticos. Pero en realidad, son un grupo de personas que tienen la misión de detener la destrucción de la humanidad, en este caso, la destrucción del mundo material y su transición al mundo espiritual (Agitación). Y las personas que tienen poderes sobrenaturales que encontraron estaban bajo el Proyecto Night Head.
Akiko Okuhara (奥原明子 Okuhara Akiko?)
Seiyu: Tomoko Miyadera
CEO de Ark Corporation. Aparece sentada en una silla de ruedas que tiene un control similar a una palanca de mando que usa para conducir. Su poder es premonitorio y bastante poderoso. Lo usó para observar a los hermanos y también a sus propios empleados. Es porque cree que los hermanos Kirihara los obstaculizarán en su misión. Desafortunadamente para ella, no podía ver claramente el destino de los hermanos porque estaban protegidos por Shouko. Ella ya predijo que Tsuzuki la traicionará e intentará salvar a Sakie de Ark. Dejó que sucediera porque el poder de Sakie se amplifica con la tristeza. Si algo le sucede a Tsuzuki, que es importante para Sakie, tendrá un gran impacto en ella. Aun así, no fue suficiente para despertar completamente su poder. Al final, aceptó el hecho de que los hermanos Kirihara, incluso en su mundo controlado, cambió el curso del destino a través de su libre albedrío y que realmente son el factor X. Antes de morir, tomó el poder de Sakie para poder vivir una vida normal por una vez.
Osamu Sakaguchi (修坂口 Sakaguchi Osamu?)
Seiyu: Shigeru Shibuya
Es el asistente de Akiko Okuhara. Su poder puede clasificarse como un poder supresor para neutralizar el poder de otro. Es decir, no se ve afectado por ningún tipo de poder sobrenatural. También se llevó a Sakie de su familia (con el consentimiento de los padres) y la llevó a Ark Corporation. Es muy misterioso y Akiko lo encuentra divertido ya que no puede usar su propio poder sobre él. Cuando Akiko murió, él estaba justo a su lado y no se sabía qué le sucedió después de eso.
Mikumo (ミクモ?)
Seiyu: Jun'ichi Suwabe
Uno de los empleados de Ark Corporation. Un hombre de cabello plateado que viste un abrigo largo rosa con una corbata amarilla y tiene la capacidad de usar el control mental. Usó esto en Tsuzuki cuando intentó escapar de Ark y salvar a Sakie. También usa esto para Naoto y descubre su debilidad: que Naoto podría disfrutar matando gente. Él y Naoto tuvieron una confrontación en forma de batalla dentro de la mente de Naoto. Naoto, después de luchar contra Mikumo, cree que lo mató solo para descubrir que en realidad mata a Naoya y esto entristece mucho a Naoto. Liberó una poderosa energía y después de eso, simplemente desapareció. Pero cuando Naoto revive, terminan su batalla con Mikumo derrotado. Sin embargo, antes del acto final, declaró que odia a Naoya porque, después de lo que le había hecho a su hermano y a Tomomi, Naoya no se atrevía a odiarlo, lo que lo enfurecía más. Antes de morir, revela que cuando tenía 17 años, involuntariamente entró en la mente de sus padres y los hizo suicidarse. También dijo que los hermanos Kirihara estaban en un oasis llamado "centro de investigación" porque si no estaban allí, Naoto podría terminar como él. Por último, deseaba haber conocido a Naoto mucho antes.
Yousuke Tsuzuki (都築洋介 Tsuzuki Yosuke?)
Seiyu: Tetsuharu Ōta
Uno de los empleados de Ark Corporation. Trabaja como profesor en la escuela de Sakie para observarla, luego tuvo una relación sexual con ella. Sin embargo, cambia de opinión y abandona el plan y trata de salvar a Sakie de Ark Corporation. Sin embargo, Mikumo lo atacó antes de que abandonara el país y, usando el control mental, lleva a Tsuzuki a un estado de frenesí y locura, hasta el punto de que necesita ser internado en un hospital psiquiátrico.
Michio Sonezaki (曽根崎道夫 Sonezaki Michio?)
Seiyu: Hiroshi Yanaka
Es un villano que puede controlar la mente de las personas y sus acciones. En un episodio, era él quien controlaba las mentes de la camarera y el cliente del restaurante. Es así como estos atacan a Takashi, Naoya y Naoto. Sin embargo, resulta ser que él simplemente saca los defectos y los fracasos de su propia vida horrible sobre otros.

### Miembros del Centro de Investigación
Kyōjirō Mikuriya (京次郎 みくりや Mikuriya Kyōjirō?)
Seiyu: Hidetoshi Nakamura
Es la cabeza del centro en donde estuvieron los hermanos Kirihara. Naoto guarda resentimiento hacia el ya que de pequeños los alejo de sus padres dejándolos cautivos en ese centro. Sin embargo los hermanos mantienen contacto con el después de escapar del laboratorio, y van a su ayuda en el episodio 14. Mikuriya se considera el guardián y protector de los hermanos por los 15 años que pasaron en el centro.
Mayor Misaki (みさき 先輩 Misaki-senpai?)
Seiyu: Yōji Ueda
Es una presencia misteriosa en el centro de investigación. Él es un psíquico muy poderoso con capacidades inespecificadas. Es quien erigió la barrera mística alrededor del centro de investigación; esta barrera era sensible a individuos y dejó pasar a la gente específica y otros dentro de sus límites. La barrera desapareció sobre su muerte al principio de la serie. Se sabe que Misaki tenía el poder de la previsión, y Mikuriya, los hermanos Kirihara y Shoko lo sostienen en el alto respeto.
Mariko Tomoeda (麻理子 Tomoeda Mariko?)
Seiyu: Misa Kobayashi
Empleado de uno de los centros de investigación. Apareció por primera vez en el episodio 6 cuando los hermanos Kirihara escaparon y fueron a ver su casa, que ya no está allí. Ella le da a Naoto un sobre lleno de dinero que le fue entregado por Mikuriya. Ella parece tener algo por Naoto porque tiene una foto de ella y Naoto y sigue mirándola. También le preguntó a Naoto si la recuerda, para gran confusión de Naoto.

### Otros personajes
Shōko Futami (翔子 二見 Futami Shōko?)
Seiyu: Akeno Watanabe
Es una mujer que posee tal poder que ha superado a su ser físico. Existe fuera del espacio y el tiempo e incluso antes de la perdición de su forma física, Shoko fue capaz de viajar tanto en el tiempo como en el espacio a voluntad. Shouko ha previsto "La Agitación" próxima y que los hermanos Kirihara interpretarían un papel importante en ella. Ha estado cuidándolos y dirigiéndolos, y cuando aparece, lo hace siempre en su uniforme de la escuela.
Masayuki Yujima (ゆうじま まさゆき Yujima Masayuki?)
Era un muchacho que no tenía ningún amigo excepto su perro querido. Cuando el perro fue atropellado por un manojo de motoristas adolescentes, le fue devastador y tomó venganza sobre los adolescentes haciéndolos suicidarse a través del control de sus mentes. Los hermanos Kirihara eventualmente lo detectan y detienen su alboroto. Ellos le enviaron al centro de investigación, al mismo en el que ellos han estado una vez, para ayudarle a aprender a controlar sus poderes. Reaparece en el episodio 12 donde al parecer hace una mujer de mediana edad suicidarse brincando de un edificio. Más tarde es revelado que él mismo en realidad estaba siendo controlado por Michio.
Tsukasa Kamiya (神谷 つかさ Kamiya Tsukasa?)
Seiyu: Kōji Yusa
Apodado como el 'Nostradamus moderno', ve a los hermanos en una de sus visiones y que de alguna manera están relacionados con la destrucción del hombre. Trabajando como empleado habitual en Taito Enterprises, conoce a los hermanos Kirihara y tanto él como Naoya vieron lo que exactamente conducirá a la desaparición del hombre: el Dr. Kanako. Su jefe, el jefe Kurokawa, es uno de los que no le creyeron, especialmente cuando Kamiya dijo que moriría de un ataque al corazón solo en un parque. También parece haber despertado el poder de Naoya como previsor, aunque dice que el joven Kirihara no es adecuado para eso ya que empatiza demasiado. Antes de separarse, predice que los hermanos se reunirán con sus padres y que hay una niña (Shoko) en un desierto. Murió cuando Sonezaki, usando su control mental, le hizo ver un sueño en el que hay un elefante dorado volador encima de su cabeza y le puso un veneno en polvo blanco en la boca. La policía dice que es un suicidio, pero Naoto sabe lo contrario.
Kanako Kurahashi (倉橋 かなこ Kurahashi Kanako?)
La científica que causará la destrucción de la humanidad con su experimento de una droga que suprime la actividad viral. Se supone que detiene el VIH. Junto con su asistente, Tadano, trabaja en esto hasta que los hermanos Kirihara van a su laboratorio y le advierten del peligro si completa su trabajo. Al principio, no les cree, hasta que uno de los fanáticos de Kamiya, siendo una mujer, la ataca. Ella se niega a detener su trabajo ya que es como matarla, mientras que Naoto dice que si continúa, matará a todos en la Tierra. Ella y Naoto tienen el mismo sueño de estar juntos como una pareja casada, pero Naoya no está a la vista. Debido a esto, Naoto se niega a estar con ella ya que no puede dejar solo a su hermano pequeño. Finalmente, decide borrar todo su trabajo y no hace copias en las que Tadano se niegue a hacerlo. Es asesinado por uno de los fanáticos de Kamiya, esta vez un hombre y casi la mata si no fuera por la oportuna llegada de Naoto. Se desconoce qué le sucede después de eso.
Naomi Kirihara (倉橋 ナオミ Kirihara Naomi?)
Seiyu: Yuko Nito
Es la madre de los hermanos Kirihara. Ella, junto con su esposo, le dio a sus hijos a Mikuriya para que los cuidara. Tiene miedo de los poderes de su propio hijo. Cuando se reunieron, tienen un recuerdo diferente de sus hijos. En su memoria, sus hijos murieron a una edad muy temprana por ahogamiento. Intentaron salvar a una niña que se estaba ahogando en un lago. Salvaron a la niña, pero en su lugar se ahogaron. Ella es mucho mayor de lo que debería ser. Ella y su esposo ahora estaban trabajando en un taller de reparación de relojes y Sonezaki los visitó para conseguir su reloj que estaba en reparación. Sin embargo, los hermanos también estaban allí y así comenzó una pelea. Después de la pequeña pelea, ella y su esposo temieron a los hermanos Kirihara y les pidieron que se fueran.
Yukihiko Kirihara ( Kirihara Yukihiko?)
Seiyu: Yasunori Masutani
Es el padre de los hermanos Kirihara que le dieron a sus hijos a Mikuriya para que los cuidara. Al igual que su esposa, también le teme al poder de sus propios hijos, especialmente a Naoto porque fue atacado dos veces antes por él, aunque no fue intencional y repentino. Cuando se reunieron, tienen un recuerdo diferente de sus hijos. En su memoria, sus hijos murieron a una edad muy temprana por ahogamiento. Intentan salvar a una niña cuyo bote se hundió en un lago cerca de su casa. Salvaron a la niña pero no pudieron hacerlo. Como también su esposa, es mucho mayor de lo que debería ser. Es dueño de un taller de reparación de relojes llamado "Relojes Kirihara" donde trabaja él y su esposa.
Narrador de apertura
Seiyu: Shinji Takeda
Voz en off que narra los sucesos del anime en cada capítulo. Takeda anteriormente interpretaba a Naoya en el drama japonés homónimo de 1992.

## Lista de episodios
El anime consta de 24 capítulos, sin OVAs ni películas. De los episodios 1 al 13, el primer tema de fondo es Kotoba (言葉 lit. Palabras?) de Under Graph, mientras que desde los episodios 14 al 24, el segundo tema es Nemutte Ita Kimochi, Nemutte Ita Kokoro (眠っていた気持ち 眠っていたココロ?) de Aya Kamiki.
| #  | Título             | Estreno                  |
| -- | ------------------ | ------------------------ |
| 1  | «Memorias»         | 29 de julio de 2006      |
| 2  | «Contacto»         | 29 de julio de 2006      |
| 3  | «Impaciencia»      | 5 de agosto de 2006      |
| 4  | «Cicatrices»       | 12 de agosto de 2006     |
| 5  | «Remembranza»      | 19 de agosto de 2006     |
| 6  | «Cadena»           | 26 de agosto de 2006     |
| 7  | «Remordimiento»    | 2 de septiembre de 2006  |
| 8  | «Recolección»      | 9 de septiembre de 2006  |
| 9  | «Exterminación»    | 16 de septiembre de 2006 |
| 10 | «Divina voluntad»  | 30 de septiembre de 2006 |
| 11 | «Pesadilla»        | 30 de septiembre de 2006 |
| 12 | «Desconcierto»     | 7 de octubre de 2006     |
| 13 | «Juego»            | 14 de octubre de 2006    |
| 14 | «Encarcelamiento»  | 21 de octubre de 2006    |
| 15 | «Oleada»           | 28 de octubre de 2006    |
| 16 | «Reunión»          | 4 de noviembre de 2006   |
| 17 | «Neblina de polvo» | 11 de noviembre de 2006  |
| 18 | «Arca»             | 19 de noviembre de 2006  |
| 19 | «Visiones»         | 26 de noviembre de 2006  |
| 20 | «Conciliación»     | 3 de diciembre de 2006   |
| 21 | «Lamento»          | 10 de diciembre de 2006  |
| 22 | «Juicio divino»    | 17 de diciembre de 2006  |
| 23 | «Variación»        | 24 de diciembre de 2006  |
| 24 | «Deseo»            | 31 de diciembre de 2006  |

## Música
- Ending 1: Kotoba (Words) 言葉 de Under Graph. Episodios 1-12

- Ending 2: Nemutte Ita Kimochi, Nemutte Ita Kokoro de Aya Kamiki. Episodios 13-24